# Dialeto neutro
O dialeto neutro (também conhecido como sotaque branco, sotaque padrão ou sotaque do Jornal Nacional) é uma variação linguística do português brasileiro usado na mídia em geral, seja em telejornais, novelas, séries, filmes, dublagens, peças de teatro, programas de rádio, televisão ou internet, assim por diante, bem como em alguns discursos políticos oficiais de nível federal, portanto não sendo característico de alguma região geográfica em especial.

## História
Em 1º de setembro de 1969, a TV Globo dá inicio às primeiras transmissões do Jornal Nacional, o primeiro programa de televisão brasileiro a ser exibido em rede nacional. Com o surgimento do telejornal em rede nacional, nasce a necessidade de um falar, por parte dos âncoras e repórteres, que fosse considerado como neutro, ou seja, isento de características regionais seguindo o exemplo do General/Standard American English, do inglês americano (também chega a ser comparado ao Received Pronunciation do inglês britânico... no entanto o dialeto equivalente a este último na língua portuguesa seria o dialeto estremenho do português europeu). Tal modo de falar tornou-se a forma padrão usada pela mídia e também por diversos oradores ao redor do país.

## Características fonético-morfológicas
A principal característica do dialeto neutro é a dificuldade de se identificar a origem da pessoa que está falando. Nota-se, na composição do dialeto, uma hibridização de fonemas comuns aos vários sotaques brasileiros, bem como uma linearização do canto linguístico.
- A palatalização de /d/ e /t/, como de costume na maioria dos sotaques brasileiros, e sua pronunciação em [dʒ] e [tʃ] (ou [dᶾ] e [tᶴ]) antes de /i/. A palavra presidente é pronunciado  [pɾeziˈdẽtᶴi].[5]
- As fricativas /s/ e /z/ nunca são palatalizadas, ocorrendo até mesmo em caso de virem na frente de consoantes alveolares e dentais (/d/ e /t/), à semelhança do que ocorre com os dialetos paulistano, mineiro, caipira, sertanejo, brasiliense e sulista: isto ['istu] e desde ['dezdʒi].[5]
- A pronúncia do "s" é consoante alveolar tal qual na maioria dos dialetos brasileiros (e em contraste forte com o "s" chiante" do dialeto carioca). Exemplo: véspera ['vɛspeɾa].[5]
- A pronúncia do "r" forte e aspirado no meio das palavras, tal como nos dialetos carioca, fluminense, mineiro, brasiliense e os sotaques das regiões Norte e Nordeste do país, porém com mais suavidade. Exemplo: carne [k′ar̄′ni].[5]
- A pronúncia, ainda que ocasional, do "r" brando no fim das frases, como no dialeto paulistano e nos sotaques da região Sul do país. Exemplo: achar [aʃ′ar].[6]
- Uniformização do canto dialetal isentando-o de características regionais tanto na maneira linear de pronunciação como na ausência de termos ou gírias locais.[7]

## Opinião pública
A padronização do sotaque na mídia se deve por alguns motivos como:
1. Evitar que o ouvinte/espectador/telespectador desvie sua atenção evitando que o foco do assunto a ser tratado seja desviado;
2. Evitar a presença de fonemas que atrapalhe na transmissão da mensagem entre emissor e receptor;
3. Evitar que um sotaque predomine sobre o outro evitando uma violação ao valor democrático dos dialetos brasileiros.

### Pesquisas com telespectadores de telejornais
De acordo com pesquisas feitas com estudantes do curso de Jornalismo da Universidade Federal da Paraíba (UFPB), é possível encontrar três opiniões a respeito do dialeto neutro: a favor, contra e impreciso. Na pesquisa foi observado que 31% dos entrevistados são favoráveis ao uso do dialeto neutro por considerarem que este soa como comum a todos os brasileiros, o sotaque característico de alguma região desviaria a atenção. Outros 31% acreditam que os sotaques mostram a diversidade cultural do Brasil, portanto deveriam ser utilizados pela mídia.

### Críticas ao sotaque neutro das telenovelas brasileiras
Em 2018, a novela Segundo Sol, da TV Globo, foi criticada pelo fato de sua história se passar no litoral baiano, porém com personagens sem o sotaque característico da região variando entre um dialeto baiano exageradamente artificial, um dialeto carioca com pronúncia suave e o próprio dialeto neutro. Outra novela criticada, mas desta vez pelo uso integral do dialeto neutro, é Sonho Meu (1993), também da TV  Globo, por se passar em Curitiba, capital do Paraná, e seus personagens possuírem um sotaque sem as características locais.

### Suavização dos dialetos regionais em programas locais
Algumas afiliadas locais das grandes redes de televisão brasileiras passaram a adotar uma variação do sotaque neutro que permite alguma influencia dos dialetos locais. Os telejornais e programas locais de emissoras afiliadas localizadas em regiões interioranas do país passaram a admitir um sotaque regional suavizado em contexto formal, porém bem mais próximo ao dialeto neutro.

## Dialetos regionais semelhantes ao dialeto neutro
Para alguns especialistas, os dialetos falados em Brasília, Espírito Santo e na região Sul Fluminense, no estado do Rio de Janeiro, são parecidos e bem próximos ao dialeto neutro por serem intermediários, ou seja, compostos por elementos de vários sotaques diferentes.